# Resident Evil: Outbreak
Resident Evil: Outbreak, conhecido como Biohazard: Outbreak (バイオハザードアウトブレイク), no Japão, é um jogo de survival horror para o PlayStation 2. Foi o primeiro jogo da série Resident Evil a ter o recurso online. O recurso, porém, não estava disponível para jogadores europeus e australianos. Esses recursos foram adicionados no título sucessor, Resident Evil Outbreak: File #2. O jogo conta com oito personagens jogáveis, sendo eles: Kevin Ryman, Mark Wilkins, Jim Chapman, George Hamilton, David King, Alyssa Ashcroft, Yoko Suzuki e Cindy Lennox, com cada um deles possuindo suas características próprias.
Resident Evil Outbreak foi dirigido por Eiichiro Sasaki, escrito por Shinji Mikami, Haruo Murata, Takeshi Nose e produzido por Tsuyoshi Tanaka, descrevendo uma série de episódios interligados em Raccoon City, durante o mesmo período de Resident Evil 2 e Resident Evil 3: Nemesis, adicionando informações vitais para os games da série principal e sendo assim, é classificado como um game de spin-off canônico para a franquia Resident Evil, o mesmo para Resident Evil: Revelations, Resident Evil: Revelations 2, Resident Evil: Dead Aim e Resident Evil: Survivor. Com o sucesso de vendas de Resident Evil: Outbreak, o mesmo foi seguido por uma única sequência, Resident Evil Outbreak File: # 2, se tornando então a primeira sub-série da franquia.

## Enredo
Resident Evil Outbreak começa dias depois do começo do surto em Raccoon City, variando qual o dia específico baseado no cenário escolhido. O jogo possui cinco capítulos diferentes, cada um em seu respectivo cenário, com o jogador tentando sobreviver ao surto em Raccoon City. A história não possui uma linearidade clara, apesar de haver ligações entre determinados capítulos e certos personagens. O jogador controla um dos oito personagens disponíveis, com outros dois personagens o acompanhando.
Os eventos se passam em várias regiões de Raccoon City, algumas já conhecidas na franquia, durante um período de dias variados, mas principalmente momentos situados antes ou durante os eventos de Resident Evil 2 e Resident Evil 3: Nemesis

## Cenários

### Outbreak
Sendo este o primeiro cenário do jogo, Outbreak é considerado um cenário no qual o jogador deve familiarizar-se com os esquemas de jogabilidade do game, se preparando para os futuros cenários. Inicialmente, o cenário se passa em J's Bar (Jack's Bar).
Os principais jogadores de Outbreak são: Kevin Ryman, Cindy Lennox e Mark Wilkins.

### Below Freezing Point
Below Freezing Point traz de volta o laboratório de pesquisas subterrâneo da Umbrella Corporation, Nest.
A história se inicia algumas horas antes de Resident Evil 2. Momentos antes de Claire e Leon chegarem ao laboratório, o local estava completamente congelado. Monica, uma pesquisadora da Umbrella Corporation, rouba o cartão de sua colega Yoko Suzuki. Monica tenta utilizar a plataforma giratória no laboratório para escapar para a superfície, mas seus esforços não deram em nada, à princípio que o elevador ficara congelado no mesmo lugar. Instantes depois, Monica foi atacada por William Birkin, "plantando" um Mutated Baby dentro de si. Mônica morre instantes depois.
Os principais jogadores de Below Freezing Point são: Yoko Suzuki, George Hamilton e Alyssa Ashcroft.

### The Hive
The Hive traz de volta o hospital de Raccoon City, mostrado também em Resident Evil 3: Nemesis, quando o agente da UBCS, Carlos Oliveira, busca a vacina contra o T-Virus para curar sua amiga infectada, Jill Valentine. O cenário é explorado nos instantes iniciais quando ocorreu a epidemia. Sangue-sugas supervisionadas pelo pesquisador e fundador da Umbrella Corporation, Dr. James Marcus, estavam próximas do local, elas também haviam sido infectadas com o T-Virus, gerando inteligência coletiva a elas mesmas, tendo a capacidade de infestar e controlar um ser humano, manipulando-os através do sistema nervoso. George Hamilton, trabalhador do local, junto com seus colegas de trabalho, tinham ido explorar o hospital em busca da cura antes mesmo de serem infectados e até mesmo para cuidar dos pacientes que haviam fugido para o local. Logo de inicio se depararam com Leech Man, no qual Dr. Hersh, colega de trabalho de George, havia sido manipulado pelas sangue-sugas. O grande problema é que Leech Man é um inimigo perseguidor e invencível, porém, há possibilidades de espantá-lo da sala local.
Os principais jogadores de The Hive são: George Hamilton, Jim Chapman e Cindy Lennox.

### Hellfire
O cenário Hellfire se passa no hotel Apple Inn, também exibido no cenário Outbreak e, futuramente, nos cenários End Of The Road, de Resident Evil: Outbreak File 2 e Death's Door, de Resident Evil: Umbrella Chronicles. Este local fez de lickers e zumbis as suas casas, sendo "escapar desse inferno" o principal objetivo do jogador.
Enquanto o hotel abrigava vários refugiados do surto afora, o mesmo havia sofrido danos ocasionados por fogo no qual infestou o prédio inteiro. Desde o início a Equipe de Bombeiros de Raccoon havia alertada os refugiados para tomarem o máximo de cuidado lá dentro, porém, o "descuidado" foi tomado quando o próprio trabalhador do local esqueceu de reparar vários sistemas que tornaram do hotel um alto risco. Mas antes mesmo de tudo isso, o interior de Apple Inn já havia sido enfestada com o T-Virus.
Os principais jogadores de Hellfire são: David King, Yoko Suzuki e Alyssa Ashcroft.

### Decisions, Decisions
Decisions, Decisions é o último cenário de Resident Evil: Outbreak. O cenário é conhecido como Determination na versão Biohazard: Outbreak.
De início à fim, o cenário se passa na Universidade de Raccoon City (Raccoon University) e na base de pesquisas subterrânea da Umbrella escondida na mesma.
Assim como a equipe dos S.T.A.R.S., George Hamilton e seu parceiro Peter Jenkins, também foram um dos primeiros a saber de um “futuro surto” prestes a acontecer em Raccoon City. Peter Jenkins analisou o máximo de informações sobre o “desconhecido” vírus e então chamou por George para contar sobre o mesmo, por meio de uma carta colada na parede da R.P.D., Jenkins convocou George para ir encontrá-lo na Universidade de Raccoon City. Quando Jenkins soube da preocupante notícia, pediu imediatamente a um pesquisador da Umbrella, Greg Mueller, os recursos para construir o reagente “Daylight”: o principal antidoto prestes a curar o T-Vírus e G-Virus, sendo um dos recursos uma amostra do T-Virus, dados à Greg por William Birkin. Futuramente, quando George havia atendido a solicitação, Peter estava morto, provavelmente por um tiro. Mais a frente, quando a cidade estava prestes a ser destruída, Greg Mueller havia libertado sua criatura, o chamado Thanatos (em grego, lit. "deus da morte"). O mesmo foi criado com a intenção de se livrar dos sobreviventes ao redor da Raccoon University, por questões de proteção, a princípio os agentes especiais da Umbrella (U.B.C.S.), que estavam a sua procura, alegando que Greg rejeitou entregar o reagente Daylight à empresa. Porém a libertação da arma biológica foi em vão, Nicholai Ginovaef acabou matando Greg Mueller escondido nos dutos de ventilação da Universidade. Após George sobreviver ao terrível Thanatos e da própria cidade antes mesmo dos mísseis atingir a mesma, George leva uma amostra de Daylight consigo cidade afora. É notável que após Resident Evil: Outbreak File 2, o surto do principal vírus que devastou Raccoon City acabou, sendo que uma possibilidade do vírus se espalhar até mesmo com a explosão na cidade é gigantesca. Como falado na própria cena do final canônico de George em Decisions, Decisions, sua atitude teve certa contribuição para evitar que o vírus se espalhasse pelo mundo.
Após os créditos, no Epilogue, podemos ouvir um homem misterioso (identificado como Head Officer), falando através de um telefone com os funcionários da Umbrella Corporation, no qual se instalaram em meio a cidade explodida para analisar resíduos que foram deixados após a explosão de Raccoon City.. Há controvérsias de que esse homem misterioso seja Sergei Vladmir, de Resident Evil: Umbrella Chronicles, ou Albert Wesker.
Neptunes, Abelhas, Giant Spiders são alguns dos clássicos inimigos trazidos de volta em Decisions, Decisions, de Resident Evil: Outbreak.
Os principais jogadores de Decisions, Decisions são: George Hamilton, Yoko Suzuki e Mark Wilkins.

## Visão Geral
Resident Evil: Outbreak se passa no exato momento em que o T-Vírus se espalha por Raccoon City, através da contaminação pelo esgoto. A cidade, já infestada de zumbis, ainda não se encontra totalmente destruída e os personagens a serem controlados pelo jogador são os poucos sobreviventes que se arriscam a andar pelas ruas. O jogador pode escolher um dentre oito disponíveis. Escolhe-se um personagem e a IA (Inteligência Artificial) controlará outros dois. Cada personagem tem seu próprio talento, derivado de seu conhecimento profissional e pessoal. Porém, sozinho nenhum personagem será capaz de sair vivo da cidade, e é exatamente por isso que o jogador terá mais dois personagens sob controle da IA. Essa particularidade está dando a fama de "revolucionário" ao jogo. Haverá um mostrador de infecção no canto inferior direito da tela, e à medida que a infecção aumentar, o personagem perderá agilidade e velocidade em seus movimentos. Pílulas poderão ser encontradas nos cenários para retardarem o processo. Se o marcador atingir 100%, o personagem morrerá. Quando o personagem atingir o estágio "danger" ficará mais lento, e mais vulnerável (aproximadamente, 2 mordidas o matará) aos zumbis; ao ser atacado nessas condições, o personagem cairá no chão e não poderá usar nenhuma arma, precisando do auxílio de um amigo ou de uma erva. Alguns cuidados devem ser tomados ao escolher o personagem. Por exemplo, dependendo do cenário, o conhecimento de algum específico pode ser mais útil do que a força bruta ou habilidade com armas.

## Desenvolvimento

### O planejamento inicial e cancelamento
De acordo com uma entrevista com o produtor Noritaka Funamizu, o primeiro conceito de Biohazard: Online, como era conhecido originalmente, foi planejado antes do lançamento de Resident Evil 2, em 1998. Com o interesse crescente no conceito de jogos em rede nos consoles, Shinji Mikami, o diretor do primeiro Resident Evil, sugeriu a Funamizu que ele deveria dar uma tentativa. Logo no início do projeto, Funamizu fez um pequeno mini-jogo multi-player no qual o jogador deve sobreviver o maior tempo possível; a equipe da Capcom decidiu removê-lo devido à sua incapacidade para incentivar o trabalho de equipe entre os jogadores, no qual o objetivo do jogador é de prioridade em ser abatido, ao invés de ajudar uns aos outros para garantir a sua própria sobrevivência.[carece de fontes?] Eles decidiram que o que fez de Resident Evil uma franquia assustadora foi a falta do recurso Multiplayer, forçando os jogadores a jogar "por conta própria". A equipe então, escolheu que o jogo iria seguir a sua própria história como os outros jogos da série, mas manter a opção para multi-jogador. O desenvolvimento de Resident Evil: Outbreak foi mais tarde colocado em espera.

### Renascimento
Antes de 2002, a Capcom decidiu reviver o desenvolvimento do jogo, com base na pesquisa recolhida a partir da primeira tentativa. Capcom Production Studio 1 começou o seu desenvolvimento do jogo, ao contrário da Capcom Production Studio 3, de Mikami. Em fevereiro de 2002, uma conferência da imprensa da Sony sobre o PlayStation 2, revelou um jogo desconhecido e inédito ao público, com o titulo de Biohazard Online. Isso gerou uma confusão entre as pessoas, pois ocorreu antes mesmo que a Capcom divulgasse um comunicado confirmando sua existência. Resident Evil: Outbreak foi uma parte de uma iniciativa da Capcom Production Studio 1, para desenvolver três jogos online focados no PlayStation 2, os outros jogos seriam Auto Modellista e Monster Hunter. O objectivo da Capcom era ter, pelo menos, um desses três jogos chegando a um milhão de vendas. Ambos Monster Hunter e Resident Evil: Outbreak chegaram a esse objetivo.[carece de fontes?]
O jogo fez uma aparição na conferência da Sony em 21 de maio na E3 2002, com um trailer inédito; revelando quatro dos personagens e demonstrando o recurso de comunicação ad-lib. O ad-lib system foi escolhido ao invés do microfone convencional, pois a equipe de desenvolvimento argumentou que isso poderia arruinar a atmosfera do jogo. Em vez disso, as opções de bate-papo utilizadas eram limitadas para a conversa entre os usuários; um jogador iria andar até outro jogador e entregar uma linha a partir de uma determinada categoria de conversação (por exemplo, help e go). Nenhuma data de lançamento sólido foi dada naquele momento.[carece de fontes?]
Mais tarde, em setembro de 2002, o jogo foi renomeado para Biohazard Online. Em outubro, mais de dezoito cenários diferentes estavam em desenvolvimento Em novembro, a Capcom lançou várias mídias, mostrando oito personagens jogáveis e cenários familiares, como Flashback. Também foram dadas as ocupações de cada personagem.[carece de fontes?]
Em janeiro de 2003, foram fornecidas informações complementares, principalmente em relação NPCs interativos (personagens não jogáveis). A Capcom vangloriou ações como os NPCs, inimigos que iriam atacar o jogador, e outros que iriam fugir quando se aproximarem. Imagens de Flashback, Underbelly, The Hive e outros cenários foram liberados.[carece de fontes?]

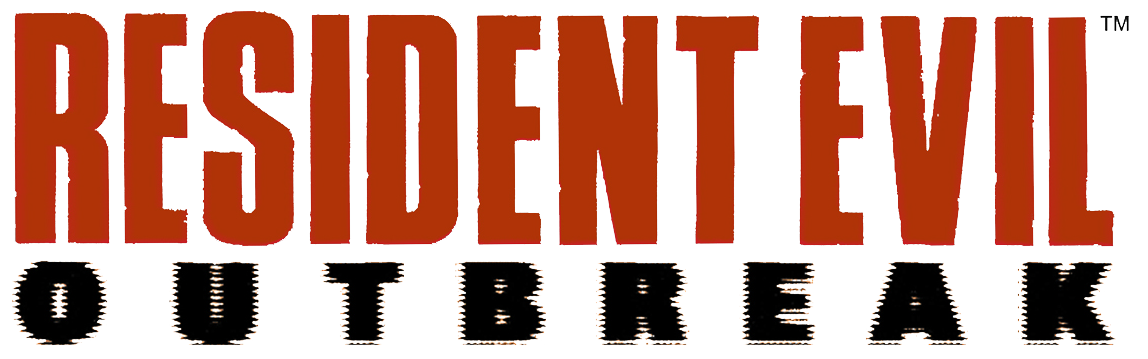
Logotipo da versão europeia de Resident Evil Outbreak.

### Mudanças
Em Maio de 2003, o título do jogo tinha sido alterado. Desta vez, ele tinha sido mudado para Biohazard: Outbreak (Residente Evil Outbreak, fora do Japão). O número dos cenários era de dez, porém foi reduzido para cinco cenários. O corte dos outros cinco cenários não fizeram parte do primeiro aprimoramento do jogo, embora todos eles terem sido exibidos no trailer E3 2002 juntos. Porém, mais tarde foram acrescentados na sua sequência, Resident Evil: Outbreak File 2. Em setembro, dúvidas foram levantadas quanto ao lançamento de Outbreak na Europa, mas a Capcom estava confiante de que iria resolver todos os problemas do jogo antes mesmo de seu lançamento.[carece de fontes?]

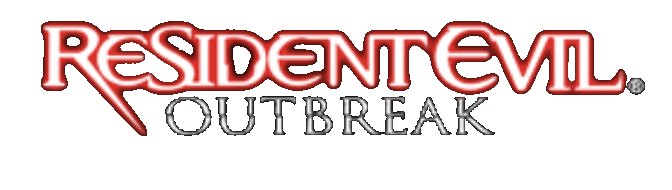
Logotipo da versão norte-americana de Resident Evil Outbreak.

### Lançamento
O lançamento europeu foi fortemente atrasado, finalmente, lançado em setembro de 2004, sendo que no Japão e América do Norte, o jogo havia sido lançado nove meses antes. Em março, a Capcom tinha falado em proteger a rede Multiplayer de Resident Evil: Outbreak, devido aos inúmeros problemas enfrentados com o estabelecimento de uma rede em uma região simultaneamente para dezenas de idiomas, e garantir prestadores de serviços; assim como para os diferenciais PAL / NTSC.[carece de fontes?]

## Recepção
Resident Evil Outbreak recebeu críticas boas dos críticos em geral, com uma média de 7,2 na maioria das votações dos principais sites sobre games no mundo. Seu sucessor, Resident Evil: Outbreak File 2 é considerado, para os fãs, o último jogo da franquia a carregar o velho gênero Survival Horror da franquia, ainda com o clássico sistema de câmera idêntico à de Resident Evil CODE: Veronica, assim como vários elementos exclusivos e, mecânicas de Resident Evil: Outbreak mais aprimoradas, utilizadas mais tarde para outros jogos da franquia, porém, Resident Evil: Outbreak File 2 não obteve o mesmo sucesso que seu antecessor.
Fãs até hoje aguardam uma continuação de Resident Evil: Outbreak File 2 e, rumores de remasterizações e/ou remakes se espalham pela internet.
| Agregadores                               | Pontuações               |
| ----------------------------------------- | ------------------------ |
| GameRankings                              | 70.00% (38 reviews) [16] |
| Metacritic                                | 71% [17]                 |
| Resultados das reviews[carece de fontes?] |                          |
| Publication                               | Score                    |
| 1UP.com                                   | C+ [18]                  |
| AllGame                                   | 6/10 [19]                |
| Eurogamer                                 | 5,0/10 [20]              |
| GamePro                                   | 9,5/10 [21]              |
| Game Revolution                           | B- [22]                  |
| GameSpot                                  | 7.2/10 [23]              |
| GameSpy                                   | 6,0/10 [24]              |
| GamesRadar                                | 9,0/10 [25]              |
| GameZone                                  | 8.3/10 [26]              |

## Canonicidade
Os jogos da série Outbreak fazem parte de uma série separada porque focam na jogabilidade online multiplayer. As histórias contadas em Resident Evil: Outbreak e Resident Evil: Outbreak File 2 complementam a história principal, mas seus personagens também têm começo, meio e fim dentro do universo de Resident Evil, e não aparecem na série principal. Em outras palavras, os civis da série Outbreak estão lá para mostrar o lado de pessoas "comuns" em meio à epidemia de Raccoon, se envolvendo indiretamente em acontecimentos da série principal. Ressaltando mais uma vez, indiretamente, e não diretamente. Sua única intenção é fugir da cidade e da horda de armas biológicas, mas acabam envolvidos de alguma forma nos eventos oficiais da série. A percentagem de sua participação nestes acontecimentos é quase nula, mas existe e não deve ser desconsiderada.

## Trilha Sonora
A trilha sonora oficial (original soundtrack) de Resident Evil: Outbreak foi composta por Akihiko Matsumoto.
Inclui faixas exclusivas que, junto com a original soundtrack do seriado de Drama policial Bayside Shakedown, levaram Matsumoto a ganhar o prêmio anual japonês de melhor compositor de trilhas sonoras de 2003 (22nd Annual Japanese Academy Awards). As faixas incluem algumas adaptações de Masami Ueda, Shusaku Uchiyama e Shun Nishigaki, incluídas inicialmente em Resident Evil 2.
| 1.  | "Main Title Theme"                | Akihiko Matsumoto             | Opening (オープニングŌpuningu?)                                                 | 03:28 |
| 2.  | "Character Select"                | Tetsuya Shibata               | Character Select (キャラクターセレクトKyarakutā serekuto?)                      | 01:34 |
| 3.  | "Happy Hour Jam Session"          | Tetsuya Shibata               | J'sBar                                                                          | 02:03 |
| 4.  | "The Plague Cometh"               | Etsuko Yoneda                 | Outbreak scenario (発生シナリオ Hassei shinario?)                               | 01:53 |
| 5.  | "Split Seconds"                   | Etsuko Yoneda                 | Countdown (カウントダウンKauntodaun?)                                           | 02:22 |
| 6.  | "Boom! You're Dead!"              | Mitsuhiko Takano              | Explosion (爆破Bakuha?)                                                         | 00:56 |
| 7.  | "Distant Future"                  | Akihiko Matsumoto             | 発生シナリオエンディング(Outbreak scenario ending Hassei shinario endingu?)     | 02:14 |
| 8.  | "Into the Unknown"                | Mitsuhiko Takano              | Below Zero scenario (零下シナリオ Reika shinario?)                              | 01:47 |
| 9.  | "Freezer Burn"                    | Etsuko Yoneda                 | Countdown (カウントダウンKauntodaun?)                                           | 01:51 |
| 10. | "One Big Mutha"                   | Mitsuhiko Takano              | Mutated G battle theme                                                          | 01:17 |
| 11. | "The Unpleasant Train"            | Akihiko Matsumoto             | Below Freezing scenario ending(零下シナリオエンディングReika shinario endingu?) | 01:30 |
| 12. | "No Rest for the Wicked"          | Etsuko Yoneda                 | The Hive scenario theme                                                         | 02:12 |
| 13. | "Here, There, Everywhere"         | Etsuko Yoneda                 | Leech Man theme                                                                 | 01:00 |
| 14. | "Despair"                         | Kento Hasegawa                | Giant Leech battle theme                                                        | 01:24 |
| 15. | "The Waterway of Darkness"        | Akihiko Matsumoto             | The Hive scenario ending                                                        | 01:48 |
| 16. | "Result Screen"                   | Tetsuya Shibata               | Scenario result(シナリオリザルト Shinario rizaruto?)                            | 00:49 |
| 17. | "The Fire Within"                 | Etsuko Yoneda                 | Hellfire scenario                                                               | 03:29 |
| 18. | "Hell on Earth"                   | Kento Hasegawa                | Hellfire scenario ending                                                        | 01:03 |
| 19. | "Laying it on the Line"           | Masato Kohda                  | Suspended battle (サスペンデッド戦Sasupendeddo-sen?)                            | 00:31 |
| 20. | "Of Wisdoms, Truths, and Tyrants" | Masato Kohda                  | Determination scenario (決意シナリオ Ketsui shinario?)                          | 01:44 |
| 21. | "The Torment of Time"             | Tetsuya Shibata               | Escape (脱出Dasshutsu?)                                                         | 01:03 |
| 22. | "Thanatos is Born"                | Kento Hasegawa                | Thanatos battle(タナトス戦Tanatosu-sen?)                                        | 01:33 |
| 23. | "Thanatos Revisited"              | Kento Hasegawa                | Thanatos R battle (タナトスR戦 Tanatosu R-sen?)                                 | 02:11 |
| 24. | "3rd Time's the Charm"            | Tetsuya Shibata Etsuko Yoneda | Resurrected Thanatos R battle (復活タナトスR戦Fukkatsu tanatosu R-sen?)         | 02:13 |
| 25. | "BIOHAZARD Outbreak~REPRISE"      | Akihiko Matsumoto             | Determination ending ver.1(決意エンディングver.1 Ketsui endingu ver.1?)         | 01:55 |
| 26. | "The Extermination"               | Akihiko Matsumoto             | Determination ending ver.2(決意エンディングver.2 Ketsui endingu ver.2?)         | 03:55 |
| 27. | "BIOHAZARD Outbreak~Staff Roll"   | Akihiko Matsumoto             | Staff Roll (スタッフロールSutaffu rōru?)                                        | 03:44 |
| 28. | "The Big Picture"                 | Tetsuya Shibata               | Game result (ゲームリザルトGēmu rizaruto?)                                      | 01:39 |
| 29. | "UMBRELLA"                        | Akihiko Matsumoto             | Epilogue (エピローグEpirōgu?)                                                   | 02:28 |
| 30. | "So Many Options"                 | Tetsuya Shibata               | Game option(ゲームオプション Gēmu opushon?)                                     | 01:34 |
| 31. | "Gallery Screen"                  | Etsuko Yoneda                 | Gallery (ギャラリー Gyararī?)                                                   | 01:29 |

## Personagens

### Kevin Ryman
Ver artigo principal: Kevin Ryman
Kevin é um oficial do Departamento de Polícia de Raccoon City, dotado de um bom preparo físico, é um ótimo atirador, tendo uma personalidade otimista e brincalhona, adora fazer piadas. Entretanto, ele pode ser impaciente quando tem de fazer as missões. Kevin tentou (por duas vezes) ingressar no S.T.A.R.S., grupo de elite da policia, mas foi reprovado em ambas as vezes. Quando se inicia a infecção em Raccoon City pelo T-Virus, Kevin estava no J's Bar, bebendo e conversando com amigos. Até que um cliente estranho invade o local e morde o atendente Will, logo depois uma legião de zumbis aparece tentando invadir o local. Ao saber da situação, Kevin faz barreiras no bar pra conter a invasão dos zumbis, e como único policial do local se torna um líder escoltando os clientes em pânico pra fora do local. Ao saber melhor da situação da cidade por meio de outros oficias do departamento. Kevin e alguns sobreviventes fazem um plano de evacuação na cidade. Em jogabilidade, Kevin é um personagem forte e rápido, tem uma excelente pontaria, aumentando o poder de devastação dos seus tiros, ele pode matar alguns zumbis com dois ou três tiros. Quando utiliza armas fortes como a Magnun, pode ser um personagem muito bom para abater os chefes do game. Quando é controlado pela inteligencia artificial do jogo, tende a pegar todas as armas e munições do local do que dar preferência a itens de cura. Geralmente, permanece ao seu lado te escoltando no game ao invés de explorar sozinho outros locais. Vem com a habilidade de dar chutes, esse movimento é eficaz contra inimigos, e eficaz para abrir portas trancadas do game. De difícil acesso. esse personagem vem equipado com uma pistola Colt .45 M1911 Semi-Automática. Entretendo, com apenas 7 balas, essa arma não pode ser descartada. Kevin também é capaz de falar com os policiais em determinadas maneiras outros personagens não podem. Por exemplo, falando com o policial ferido no telhado do "Hospital Geral de Raccoon", do cenário The Hive, o mesmo vai lhe entregar uma recompensa, geralmente uma Sub Machinegun, isso também vale à garçonete Cindy Lennox.
Curiosidades sobre Kevin: Acredita-se que Leon S. Kennedy e Kevin Ryman sejam grandes amigos. Ao terminar o cenário Desperate Times com Kevin, em Resident Evil Outbreak File: #2, uma pequena cut scene aparecerá mostrando o viatura de policia de Leon e Claire se aproximando do R.P.D, essa cena aparece na abertura de Resident Evil 2, passando pela Van de Fuga de Kevin. Acreditasse que esse personagem tenha seu model 3d baseado no ator hollywoodiano Tom Cruise.
Relacionamentos:
- Cindy: Bom
- Yoko: Bom
- George: Bom
- David: Médio
- Alyssa: Médio
- Mark: Ruim
- Jim: Ruim

### Mark Wilkins
Ver artigo principal: Mark Wilkins
Veterano do Vietnã que atualmente trabalha para uma companhia de segurança privada, chamada Scutum (do latim escudo). Mark Wilkins, é um cara solidário e companheiro, que não queria nada mais do ver seus amigos e viver no conforto de sua família. É um homem tranquilo, que apesar de ter um vazio no olhar, gosta de sua vida por ter sobrevivido aos diversos horrores da guerra. No passado, chegou a ser tenente das forças especiais americanas, atuando na Guerra do Vietnã. Cansado das mortes, deixou essa carreira militar para que no inicio dos anos 90 viesse a morar em Raccoon City, logo casou-se e teve um filho que adora ir passear no Zoológico de Raccoon. Nesta cidade, Mark iniciou uma nova vida, junto com outros veteranos de guerra, dentre eles, Bob, um idoso que é seu amigo há mais de 30 anos. Apesar de sua idade um pouco avançada, 52, Mark é um cara muito forte fisicamente, podendo facilmente empurrar um carro atolado ou até mesmo um caminhão. No dia 24 de Setembro de 1998, quando houve o primeiro surto viral pela cidade, Mark estava no J's bar junto com Bob, conversando e bebendo. Quando um estranho entra pela porta da frente e ataca Will, o atendente. Sem entender o que se passava, Mark se levanta pra ajudar Will, mas logo em seguida Bob cai desacordado e muito pálido. Mark carrega Bob nos braços para socorre-lo e levá-lo pra fora dali, quando o bar é atacado por zumbis famintos. Mark foge com Bob para o telhado do J's bar. Ao chegar no telhado, Mark percebe o que esta havendo com Bob, e que ele está infectado com o T-Vírus. Bob diz a Mark que ele "sente muita fome". Sabendo do perigo que ele traria a seu amigo, Bob comete suicídio atirando na própria cabeça. Abatido, Mark escapa do J's Bar e foge pelas ruas de Raccoon City. Ao chegar na rua central, Mark nota os grandes incêndios e hordas de zumbis mortos e nesse momento, lembra da carne queimada, e o cheiro que ele jamais esperava sentir novamente. Ou seja, provavelmente Mark testemunhou o uso de gel de Napalm nas bombas que mataram muitos no Vietnã.
Mark é o personagem mais forte do grupo, podendo empurrar objetos mais pesados e resistir a mais danos. Quando controlado pela IA do jogo, tende a pegar todas as munições, mesmo que não tenha a arma daquele calibre. Bastante solidário, ele sempre ajuda quando outro personagem pede ajuda, desde que o jogador seja agarrado por um zumbi em uma janela ou cercado por vários monstros. Sua habilidade especial é uma pistola 9mm e um pente com 15 balas, essa arma não pode ser descartada. Seus empurrões derrubam vários zumbis. Sua personalidade é calma, ele se interage bem com o personagem David King, e ambos podem trabalhar em equipe sem muitas discordância. Ao contrario de Kevin, na qual os dois não formam uma equipe muito boa. Mark tem um ótimo HP de saúde e é capaz de tomar muitos hits, antes que ele venha a ser abatido. Seu jogo de corpo pode ser útil contra Zumbis, Hunters e o Nyx do cenário End Of The Road, de Resident Evil Outbreak FILE: #2. Seus ataques com armas de mão como tubos de ferro, e bastões de madeira, se tornam muito mais forte e mortais. Seu ponto fraco é a sua velocidade e o também fato de não poder se esconder em alguns locais do games, como dentro dos armários ou debaixo de camas, devido ao seu enorme tamanho.
Curiosidade sobre Mark: acreditasse que o model 3d desse personagem seja baseado no ator Ving Rhames.

### Jim Chapman
Ver artigo principal: Jim Chapman
Jim é um simples funcionário do metrô de Raccoon City. Pouco se sabe de sua origem, acreditasse que ele tenha vindo da periferia de Raccoon. Adora esportes, principalmente basquete, jogos de mesa, e conversar. Em Setembro de 1998, Jim está no J's Bar "enchendo a cara" antes ou depois de pegar o expediente no trabalho, era mais um dia comum até o local ser invadido por zumbis famintos. Depois de conseguir escapar para as ruas, Jim fica apavorado com os milhares de monstros e zumbis espalhados pela cidade, ele não acredita na cena e pensa ser o apocalipse. Assustado, ele corre para o único local que se sente seguro, ou seja, o metrô de Raccoon City (seu local de trabalho). Jim é acompanhado de outros sobreviventes que também buscam abrigo no metro, eles fecham os portões e tentam buscar uma forma de sair do local, entretanto, eles não são os únicos nos túneis do metrô, Jim descobre que alguns locais estão infestados com pulgas gigantes contaminadas com T-virus e, cabe a ele achar uma rota de escape. Jim é o protagonista do cenário Underbelly, de Resident Evil Outbreak FILE:#2. Ele é um personagem alegre e simpático, mas facilmente se assusta, muitas vezes isso faz com ele se torne um tanto irritante e teimoso com os demais personagens. Adora resolver enigmas e é até bom nisso, além de ter uma boa intuição para encontrar itens. Adora um jogo de palavras ou outros desafios instigantes que desafiem seu raciocínio, lembrando que ele tem uma grande habilidade para puzzles. Sua maneira de falar em gírias, suas roupas e seu cabelo descoloridos indica que ele nasceu em algum lugar dos bairros de periferia de Raccoon. Jim, sempre leva uma moeda da sorte consigo. Este item permite que ele veja no mapa a localização de todos os itens escondidos, entretanto não diz o que é. Quando controlado pela inteligência artificial do jogo, tende a fugir e a usar curativos sempre que for atacado, mesmo que o dano seja mínimo. Ao pegar armas comuns como tubos de ferro e bastões, Jim pode executar um pequena sequência de “combos” de até 3 hits. Sua saúde (HP) é mediana, mas sua velocidade é a melhor. Ele é um personagem de natureza defensiva, adora escapar de ataques inimigos, “fingindo estar morto”. Esta habilidade especial rende um pouco de contaminação ao medidor de status, mas é uma boa opção contra os piores inimigos, já que na maioria das vezes, eles o ignoram e vão embora do local. Costuma-se dizer que este personagem tem como principal característica a sorte. Se integra-lo a sua equipe mesmo em níveis “Normal” e “Hard”, você terá mais chances de encontrar os itens escondidos, desde itens, munição e medicamentos até armas especiais.
Curiosidade sobre Jim: Acreditasse que o model 3d desse personagem seja baseado no jogador de basquete Dennis Rodman.

### George Hamilton
Ver artigo principal: George Hamilton
George é principal protagonista dos cenários The Hive e Decisions, Decisions e Raccon City. George Hamilton é o cirurgião chefe do Hospital Central de Raccoon, ele não gosta de liderar, e sim de aconselhar os jovens estudantes de medicina, ele têm um espírito de cooperação e a habilidade incentivar a autoestima das pessoas. Antes da infecção tomar conta da cidade, George tinha uma vida relativamente de luxo, devido à sua ocupação que é altamente exigente, ele tem um estilo de vida ativo, gosta de acampar e fazer longas caminhadas ao ar livre. Por ser um profissional dedicado a sua profissão ele acabou se separando de sua esposa, não se sabe o real motivo da separação, no entanto, ao julgar pela citação que o próprio faz, "Você é pior do que a minha ex-mulher!", Está que claro que a Ex-mulher de George fez algo para causar a separação. Em Setembro de 1998, o Hospital começou a ter uma superlotação de pacientes, todos com uma enfermidade desconhecida, George, e um grupo de médicos, liderados pelo doutor Harsh, resolveram permanecerem no Hospital e então, tratar dos pacientes até onde fosse possível. Alguns sobreviventes se abrigaram no interior do Hospital, na tentativa de localizar suprimentos médicos. Mas logo criaturas horrendas e zumbis invadem o local, forçando os sobreviventes a escapar pelos esgotos. Em Decisions, Decisions, George inicia sua jornada na garagem do departamento de policia de Raccoon, junto com outros civis sobreviventes. Ele recebe uma mensagem de um de seus colegas, Peter Jenkins, preso na Universidade de Raccoon. Chegando lá, George precisa descobrir os mistérios da Universidade, e como fazer o Daylight, a arma suprema no combate ao T-Virus e G-Virus. George é um personagem mediano em força e velocidade, com uma velocidade razoável, ele possui a segunda melhor saúde (HP), depois de Mark. Aguentando algumas mordidas e ás vezes sem ser contaminado. Ele vem equipado com um kit médico, que permite a ele fazer ampolas e capsulas de antivírus, assim como vitaminas a partir das ervas, como por exemplo:
- Green Herb = Antidote[7]
- Blue Herb = Recovery Medicine[7]
- Red Herb = Hemostat[7]
- Blue + Red = Recovery Medicine x 3[7]
- Green + Blue = Anti Virus[7]
- Green + Blue + Red = Anti Virus x 3[7]
- Recovery Medicine Base = Recovery Medicine[7]
- Green + Green = Antidote x 2[7]
- Green + Green + Green = Antidote x 3[7]
- Green + Red = Hemostat x 3[7]

Uma personagem que não possui afinidade com George é Alyssa Ashcroft, devido a sua teimosia e agressividade. Se controlado pela Inteligencia Artificial, George é um personagem que dará mais prioridade as armas. Outra coisa interessante é que George pode disparar pirulas de saúde em seus amigos, com uma pistola médica de pressão. Os efeitos dos medicamentos dados por essa arma é mais prolongado que o usado normalmente. Outra habilidade especial de George é uma ombrada que deve ser usada pra derrubar temporariamente o inimigo.
Curiosidades sobre George: se George não for escolhido como jogador ou não estiver no seu grupo, ele estará em um dos andares da universidade, em Decisions, Decisions, converse com ele e ele te dará um Recovery Medicine. Geralmente, você encontra George acompanhado de Cindy, acreditasse que esses personagens tenham alguma ligação nos finais de ambos, mesmo com George se dando bem com Kevin, sendo uma ótima parceria. Acreditasse que esse personagem tenha seu model 3d baseado no ator Alec Baldwin.

### David King
Ver artigo principal: David King
David é um encanador calado, que só fala quando é realmente necessário. Perito em explosivos, produtos químicos, equipamentos hidráulicos, mecânicos e elétricos. Devido a sua profissão, é personagem habilidoso em transformar objetos e produtos químicos em armas para sobrevivência. Essa habilidade de de fazer engenhocas, lembra um pouco o personagem MacGyver da série Profissão Perigo ou até mesmo o agente James Bond. Pouco se sabe sobre o seu passado, ele mesmo não diz muito sobre si próprio, de onde veio ou qual a sua idade. Algumas pessoas acham que ele talvez pertença as forças armadas, entretanto, por causa de suas gírias típicas da prisão, essa ideia é logo descartada, acreditando que ele talvez pertença a alguma organização criminosa, e, que talvez seja um assassino profissional disfarçado de encanador. Enfim, o passado de David é um verdadeiro mistério no game. Em Setembro de 1998, quando o caos em Raccoon City se inicia, David não perde a sua serenidade, mantendo a cabeça sempre fria, mesmo com as piores situações acontecendo a sua volta. Outros sobrevivente suspeitam que talvez essa não seja a primeira na qual David passa por situações semelhantes. David gosta de trabalhar sozinho, mas ele não é um mau caráter, pelo contrario David se mostra um personagem muito inteligente e estrategista, auxiliando muito no trabalho de equipe, ele se dá muito bem com Mark Wilkins e Yoko Suzuki, os três formam uma parceria forte, entretanto ele não simpatiza com Cindy, por achar ela infantil demais e, Kevin, por terem sempre opiniões adversas. Ele é um individuo forte, possui uma boa resistência e força física, mas é um pouco lento para correr. David quando controlado pela inteligência artificial do game, é um personagem individualista, que facilmente se separa dos demais, indo procurar e vasculhar em outros locais do cenário por itens e medicamentos, ele sempre dará preferência a armas brancas como faca (knife) e cano (iron pipe), além de outros itens como isqueiro (lighter), bateria (battery), e garrafas de gasolinas, mas nem por isso dispensa armas de fogo. David vem com o item especial "pochete de ferramentas", que não pode ser descartada. No entanto, essas ferramentas possuem um limite de uso. A primeira ferramenta é a chave de boca, ou chave inglesa, para alguns, essa arma pode ser lançada sobre o inimigo, causando um dano mediano, mas muito eficaz na escassez de armas ou munição. A segunda ferramenta é a fita isolante, que serve para combinar os objetos. Com ela, o personagem pode inventar novas armas, por exemplo, se combinar jornal + garrafa de bebida + isqueiro = coquetel molotov (garrafa que explode em chamas ao atingir algo) bateria + cano de ferro (ou iron pipe) = aparelho de choque e cano de ferro + pedra = martelo. A terceira ferramenta são as peças de reposição, com elas David poderá consertar armas danificadas, como a Broken shotgun, ou Broken handgun, deixando-as perfeitas para a utilização. Outra ferramenta é o canivete, esta é uma arma permanente que já vem inclusa com David, muito útil para abater os inimigos mais lentos, como zumbis.
Curiosidades sobre David: Se David não for escolhido como personagem ou aliado no cenário End Of The Road, de Resident Evil: Outbreak File 2, ele aparecerá do mesmo modo, no inicio do cenário, dando a impressão de ser um quarto integrante para sua equipe, mas logo ele desaparece e seu corpo é encontrado no laboratório subterrâneo da Umbrella Corporation. Tempos depois na tentativa de fuga para o helicóptero, David reaparece no caminho dos outros personagens como um forte zumbi bem resistente, com mais velocidade e força no ataque, dependendo da dificuldade na qual você esta jogando pode ser que apareça apenas o isqueiro ou alguma ferramenta. Acredita-se que o model 3d de David seja baseado no ator Dylan McDermott.

### Alyssa Ashcroft
Ver artigo principal: Alyssa Ashcroft
Alyssa é uma repórter de campo que trabalha para o jornal “The Raccoon Press”, ela é uma jovem com grande ambição profissional e bom faro para grandes matérias. Sua personalidade é forte, teimosa e egocêntrica. Muitas das vezes, age de forma ilícita para alcançar seus objetivos, ou seja, um furo de reportagem no jornal local. Essa maratona de informações profissionais lhe renderam algumas habilidades ilícitas, como por exemplo invadir locais proibidos, empresas privadas e instituições governamentais, arrombando fechaduras com um grampo (Lockpick), e buscando arquivos secretos, informações comprometedoras. Entretanto ela é uma pessoa carinhosa, que não mede esforços para ajudar um amigo que necessita. Em 1993 Alyssa era apenas uma assistente do conceituado jornalista da cidade de Raccoon Kurt. Kurt havia recebido informações secretas, de algumas pessoas que se perderam perto de um antigo hospital abandonado localizado nas montanhas Arklay. Um local de difícil acesso, com corredeiras, cachoeiras e densas florestas. Kurt decide investigar a matéria e leva Alyssa com ele, após horas procurando ambos chegam no hospital abandonado, eles decidem se separar para investigar melhor o local em busca de arquivos, ou alguma pista que comprove os desaparecimentos. Logo eles descobrem que não estão só, Kurt é atacado e ferido por Albert Lester, conhecido também como o “Axe Man” (homem do machado). Kurt sai do hospital de desmaia em uma ponte de madeira. Alyssa chega ao local e vê Kurt gravemente ferido. O homem do machado surge novamente, e Kurt ordena que Alyssa fuja. Nesse momento Kurt é morto e devorado vivo por Dorothy Lester, esposa de Albert, que havia se transformado em zumbi mutante. De volta para a cidade de Raccoon, Alyssa chama os policiais para investigar o local, chegando lá nada encontram. Alyssa nunca mais conseguiu apagar aquelas memórias assustadora de sua mente. Em 1998, Alyssa decide voltar ao Hospital e encarar novamente os erros do passado, horas depois, novamente teve de reviver todo o pesadelo quando um novo o surto viral se espalhou pela cidade. Alyssa é mencionada no mais recente jogo da franquia, Resident Evil 7: Biohazard, após escrever o file "Over 20 missing in 2 years" no dia 19 de janeira de 2016;[carece de fontes?] relatando possíveis casos de desaparecimentos em South Louisiana nos últimos dois anos.
Alyssa, é a personagem feminina mais forte e inteligente do game, também é uma ótima estrategista, assim como Kevin, ela possui uma ótima precisão no tiro (no entanto com menos poder de danos), sendo uma perita com armas como handgun e magnun. Sua habilidade especial é um rodopio pra trás que pode ser usado para escapar de inimigos. Outra habilidade é a de destravar fechaduras com o Grampo (Lockpick). Existem quatro tipos de grampos especiais que destravam os mais diversos tipos de fechaduras, desde armários, cofres, gavetas, portas até maletas.
Curiosidades sobre Alyssa: Se Alyssa não for escolhida como protagonista ou como um aliado no cenário Flashback, de Resident Evil: Outbreak File 2, ela aparecerá na cabana no inicio do cenário, como se fosse um quarto integrante de seu grupo, e depois desaparecerá junto com Albert Lester. Nas dificuldades “normal e easy", ela estará descansando em um dos cantos da floresta e lhe dará gratuitamente a arma "Stun Gun" e uma garrafa de primeiros socorros, acreditasse que Alyssa tenha seu model 3D baseado na atriz Naomi Watts. Pela sua performance no filme The Ring (2002).

### Yoko Suzuki
Ver artigo principal: Yoko Suzuki
Yoko é uma estudante universitária, fanática por computação. Tem uma personalidade muito tímida, com um jeito mais fechado e reservado, porém, é extremamente inteligente e realista. Ela é um personagem de descendência japonesa, na qual a sua mãe adotou muito da cultura oriental. Yoko fez um estagio para trabalhar nos laboratórios da Umbrela, em 1996. Empregada como assistente do cientista William Birkin, Yoko teve acesso aos laboratórios mais secretos da Umbrella Corporation, escondido a uma profundidade de quase 13 km. Certo dia, Yoko havia testemunhado um teste com cobaias usando o T-Virus, Yoko fica extremamente assustada com os diversos tipos de mutações e decide fugir, entretanto, algo dá errado e ela seguidamente perde a memória. Acreditasse que as experiências foram extremamente traumáticas ao ponto de ter uma parte de sua memória bloqueada, sofrendo de um tipo de Amnésia. Recebendo auxilio dos médicos e vigiada de perto pela Umbrella Corporation. A estudante permaneceu alguns dias internada e logo voltou a sua rotina de vida, estudando e trabalhando como funcionária dedicada a Umbrela. Os superiores da Corporação não viram em Yoko uma ameaça aos negócios da empresa, por causa de sua amnésia. Em Setembro de 1998, Yoko vai ao J's Bar, lá começa Yoko corta seu cabelo, dentro do banheiro feminino, não se sabe ao certo o motivo daquela atitude (provavelmente pra iniciar uma nova vida, e uma nova identidade). Neste exato momento surge um zumbi em um duto de ar, agarrando Yoko pelos pés. Assustada, Yoko sai do banheiro e vê o local sendo invadido por vários zumbis famintos. Desesperada, Yoko se une a um grupo de clientes, que foram escoltados por Kevin Ryman e fogem para o telhado do bar. Em outra situação, Yoko é a protagonista principal do cenário Below Freezing Point, aonde ela e outros sobreviventes iniciam o cenário em um de metrô sem saída, Yoko encontra um portão lacrado de expedição, de uso exclusivo dos funcionários da Umbrella Corporation, este túnel dá acesso a um elevador que leva ao laboratório secreto da Umbrela (local aonde toda contaminação da cidade de Raccoon começou). No caminho, ela confronta com sua ex-colega de trabalho, Monica, que aparenta estar apressada e carregando uma maleta desconhecida. Monica ameaça Yoko com uma arma, e explica que pretende fugir com amostras do G-Larvas. Monica obriga Yoko a entregar o seu cartão de identificação da Umbrela (com esse cartão pode-se ter acesso a todas as salas do laboratório), e ainda indaga sobre o passado de Yoko (que não entende nada por consequência da amnésia). Monica escapa, deixando os outros sobreviventes vivos e sem saída, a não ser passar pelo laboratório (que infelizmente está completamente congelado) até chegar à superfície. Em Decisions, Decisions, Yoko é uma co-protagonista junto com outros dois sobreviventes, que acompanham o doutor George Hamilton a uma universidade de Raccoon para ajudar um amigo de George, Peter Jenkins. Na universidade, Yoko fica sabendo através de Greg Muller, um pesquisador da Umbrella Corporation, detalhes sobre seu passado perdido, fazendo com que recuperasse um boa parte de sua memória. Trabalhando em grupo sendo controlada pela inteligência artificial do game, Yoko é uma personagem frágil e lenta, que por diversas vezes sofre de sangramento (Bleed) e contaminação. É comum ver ela se rastejando pelo chão com frequência, pois é o personagem mais fácil de ser atingido. Ela também não consegue empurrar objetos pesados e sua HP (saúde) é o mais baixo do game, obrigando o jogador a sempre ter em seu inventario sempre uma “garrafa de spray” (First Aid Spray) ou uma “erva verde” (Green Herb) para recuperar sua saúde. Como integrante da equipe, na maioria das vezes, ela não obedece ao comando dos parceiros e ainda faz terminações de frases de forma pessimista. A única personagem que aparenta combinar melhor com seu jeito, é Alyssa, na qual ela aparenta ter um carinho fraterno. No game, frequentemente vemos as duas trocando presentes. Yoko é um personagem de natureza defensiva, sua habilidade especial é a “queda escapatória”, na qual ela caí de lado e vai engatinhando, alguns metros para longe do inimigo. Essa habilidade deve ser feita no tempo certo, caso contrario a consequência pode ser fatal, contra inimigos mais rápidos como os animais do Zoológico do cenário Wild Things, de Resident Evil Outbreak FILE: #2, Hunters R, Tyrants, ou Thanatos. Porém Yoko possui suas vantagens, vindo com dois itens especiais. O primeiro é a mochila, esse item permite levar mais objetos no inventário de Yoko, personagens comuns vêm com quatro espaços para carregar itens no inventario, e mais um slot que é para o item especial, Yoko tem quatro espaços no seu inventário e mais quatro espaço extras que é o da mochila. Isso facilita muito para os jogadores que gostam de levar muita coisa (sendo também a personagem preferida dos novatos). O segundo item especial que ela carrega é o Lucky Charm, um pequeno amuleto da sorte que impede sua morte instantânea por um inimigo, esse item também desacelera a porcentagem de contágio do T-vírus na corrente sanguínea. Lembrando que o amuleto ocupa um espaço no seu inventario. Outra vantagem de Yoko é o seu tamanho, ela pode se esconder em diversos lugares como embaixo das camas e mesas, dentro de armários e dutos de ar, enfim, uma série de locais compactos no game para escapar dos inimigos.
Curiosidades sobre Yoko: Se você não jogar ou recrutar Yoko no cenário Below Freezing Point, a mesma aparecerá no inicio do cenário (como se fosse um quarto integrante), e depois retornará como um zumbi. Yoko é a personagem que mais paradoxos têm no jogo (talvez em toda série Resident Evil) e muito disso se deve ao cenário Decisions, Decisions, no qual George Hamilton é o protagonista.

### Cindy Lennox
Ver artigo principal: Cindy Lennox
Cindy é a garçonete do J's Bar que sempre pensa nas outras pessoas, em primeiro lugar. Acostumada com as duras realidades da sociedade, ela nunca perde a calma, mesmo em situações extremas. Ela é popular por causa de seu lindo sorriso, sua alegria e seu coração imenso. É um tipo de mulher batalhadora que acorda cedo, trabalha vários dias da semana, cobrindo várias horas de serviço. Mesmo morando a uma distância considerável de sua casa, ela jamais perde ou se atrasa em um dia de trabalho. Cindy tem um simpatia especial por Kevin, ambos ficam trocando olhares e sorrisos, parecem se dar muito bem apesar das paqueras de Kevin falharem sempre. Cindy tem um jeito bem meigo e bem feminino, é uma mulher que adora colecionar bichos de pelúcia, gosta de comprar roupas, sabe tocar piano, fica por dentro de assuntos sobre as últimas modas e de produtos de beleza, além de gostar muito de jardinagem. Em setembro de 1998, Cindy estava tendo mais um dia comum de trabalho, atendendo a vários clientes, junto com patrão, o barman Will. Depois de flertar com Kevin, passa próximo a Mark e Bob e se assusta ao ver um rato passando sobre seus pés, logo em seguida um sujeito estranho entra no local e Will vai perguntar que ele queria (achando que se tratava de um morador de rua). O sujeito ataca Will mordendo-lhe o pescoço que reage rapidamente, empurrando o esquisito pra fora e trancando o Bar. Cindy fica assustada e ajuda Kevin a empurrar os armários usando como barricada nas portas. Cindy corre até o balcão e pega a chave que dá acesso aos andares superiores do bar e, pacientemente, guia os clientes para que corram para o telhado, informando que lá tem uma saída para o outro prédio. Enquanto subiam, o bar é invadido pelos zumbis, e Kevin escolta Mark, Bob e Cindy, deixando Will para trás. Pelos seus conselhos e maneira calma de falar, Cindy é considerada pelos outros membros, o "coração da equipe", por sempre manter todos unidos e lutando um pelo outro. Além disso, também é bastante corajosa e altruísta. Quando controlada pela inteligência artificial, tende a pegar todos os itens de cura e nenhuma arma. Ela se da bem com quase todos os personagens, principalmente com Kevin e George. Alyssa e Jim discutem com ela mas não é algo tão desesperador, ambos na maioria das vezes cooperam com ela, ao contrário de David, no qual não se é um bom parceiro para a mesma, preferindo na maioria das vezes ignorá-la (acreditasse que pelo seu estilo de lobo solitário, David constantemente é questionado por Cindy, sobre ele saber o que é trabalho de equipe). Cindy é uma personagem rápida para correr e disparar tiros, mas seu HP (saúde) é a segunda pior (depois de Yoko), seu nível de contaminação também é o segundo mais lento (depois de Yoko), ela pode andar por horas nos cenários sem aumentar muito a porcentagem. O movimento especial de Cindy é seu agachamento, no qual faz com que o inimigo seja despistado por alguns segundos, isso possibilita um contra-ataque. Seus itens especiais são a Bandagem (Bandage), que pode ser usada para parar e curar um sangramento (Bleed), e o Herb Case (maleta de Ervas), por se interessada em jardinagem, há possibilidade de armazenar 3 quantidades de ervas de cada tipo em sua maleta (verde, vermelho e azul), essa é quantidade certa para Cindy e seus companheiros sobreviverem. Esse detalhe rendeu a Cindy outro apelido, o de enfermeira do grupo. Todas as vezes que seu personagem chegar a "danger", ela sempre irá lhe curar quando sua Herb Case estiver com ervas.
Relacionamentos:
- Kevin: Bom
- Yoko: Médio
- George: Bom
- David: Ruim
- Alyssa: Médio
- Mark: Ruim
- Jim: Bom